# دانيال بريزويلا
دانيال بريزويلا (بالإسبانية: Daniel Brizuela) مواليد 29 ديسمبر 1985 في الأرجنتين، هو ملاكم محترف أرجنتيني يصنف ضمن فئة وزن الريشة. شارك في دورة الألعاب الأولمبية الصيفية سنة 2004.

## المسيرة الاحترافية
من نزالاته:
- خسر أمام ستيفن سميث بالضربة الفنية القاضية (29-05-2016).

## إحصائيات
خاض خلال مسيرته 38 نزالا، فاز في 28 وتعادل في 2 وخسر في 7. فاز بالضربة القاضية في 8 نزالا.

## روابط خارجية
- دانيال بريزويلا على موقع بوكس ريك (الإنجليزية) (registration required)
- دانيال بريزويلا على موقع أوليمبيديا (الإنجليزية)